# Limonia yakushimensis
Limonia yakushimensis är en tvåvingeart som beskrevs av Alexander 1930. Limonia yakushimensis ingår i släktet Limonia och familjen småharkrankar. Inga underarter finns listade i Catalogue of Life.